# 都藍可汗
都藍可汗（とらんかがん、拼音：Dōulán kĕhàn、? - 599年）は、突厥の可汗。沙鉢略可汗の子。トゥーラーン・カガン。都藍可汗というのは称号で、正しくは頡伽施多那都藍可汗（けつきゃしたなとらんかがん）といい、姓は阿史那氏、名は雍虞閭（イォンヨウル）という。

## 生涯
開皇7年（587年）、沙鉢略可汗が亡くなると、その遺言によってその弟の処羅侯が立つが、甥の雍虞閭に譲ろうとして、両者譲り合いをした結果、結局遺言どおり、処羅侯が葉護可汗として即位し、雍虞閭は葉護（ヤブグ：大臣）となった。しかし、葉護可汗が即位後まもなく流れ矢にあたって死去すると、国人たちは雍虞閭を立てて頡伽施多那都藍可汗とした。都藍可汗は早速遣使を送って隋に朝貢した。
開皇11年（591年）、隋の楊欽という者が突厥に亡命しており、「彭国公劉昶（劉亮の子）がその妻の宇文氏（宇文泰の娘）と謀反を起こし、大義公主に出兵して辺境を侵してほしい」と言ってきたので、都藍可汗は楊欽を捕え隋に報告し、白ヨモギの布と魚の膠を献上した。同じ頃、都藍可汗は弟の欽羽設（きんうシャド）の部落が強盛になったので、心配になり、これを撃って陣中で斬首した。4月、都藍可汗はその母の弟の褥但特勤（じょくたんテギン）を隋に遣わして、于闐（ホータン）産の玉杖を献上したので、文帝は褥但を柱国に任じ、康国公とした。
開皇12年（592年）12月、突厥の部落大人（たいじん：部族長）は互いに遣使を率いて馬1万匹、羊2万口、駝・牛各500頭を献上した。さらに遣使を送って縁辺に市を置いて中国と貿易することを請願したので、文帝は詔でこれを許可した。大義公主はふたたび西突厥の泥利可汗と謀反を起こしたので、都藍可汗は大義公主を斬首した。一方、都藍可汗は達頭可汗（タルドゥシュ・カガン）と敵対し、数回互いに征伐したので、文帝はこれを和解させ、双方は兵を引いた。
開皇17年（597年）、沙鉢略可汗の子の染干は突利可汗（テリス・カガン）と号して、勝手に隋と関係をもったことから、大可汗である都藍可汗は激怒し、隋と国交を断絶し、たびたび辺境を侵すようになった。
開皇18年（598年）、隋は蜀王楊秀に都藍可汗を撃たせた。
開皇19年（599年）、隋は漢王楊諒を元帥として都藍可汗を撃たせた。都藍可汗は達頭可汗と手を組んで、突利可汗を攻撃し、その兄弟子姪を殺した。突利可汗は長孫晟と隋に逃げ込んだ。6月、高熲と楊素は達頭可汗を撃ち、これを大破した。文帝は突利可汗を拝して意利珍豆啓民可汗とし、義成公主を娶らせた。なおも都藍可汗が啓民可汗を攻撃し、隋の辺境を侵すので、越国公楊素・行軍総管の韓僧寿（韓擒虎の弟）・太平公史万歳・大将軍の姚辯の軍勢は都藍可汗を攻撃した。同年12月、都藍可汗は自分の麾下に殺された。

## 参考資料
- 『隋書』（帝紀第二 高祖楊堅下、列伝第四十九 北狄）